# Фризенрид
Фризенрид (нем. Friesenried) — община в Германии, в земле Бавария. 
Подчиняется административному округу Швабия. Входит в состав района Восточный Алльгой. Подчиняется управлению Эггенталь.  Население составляет 1480 человек (на 31 декабря 2010 года). Занимает площадь 22,24 км².